# Tízek Társasága
A Tízek Társasága fiatal írók csoportja volt az 1840-es évek második felében, Pesten. A Belvárosban, a Pilvax-kávéházban működött.

## Története

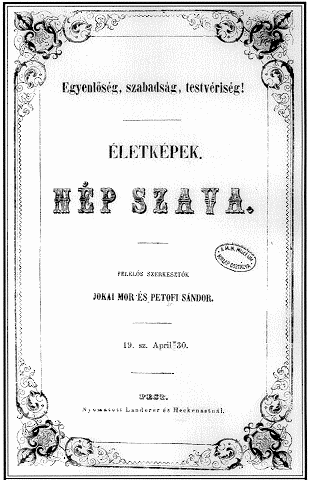
Az Életképek folyóirat címlapja 1848-ból

1846 tavaszán Petőfi Sándor szervezte meg a Tízek Társasága elnevezésű csoportot, melyet eredetileg "magyar romantikai iskolának" akart elnevezni. Új lapot kívántak indítani Pesti Füzetek címen. A Tízek elkötelezték magukat, hogy 1846 közepétől számított egy éven belül sehova sem írnak, csak a saját szépirodalmi lapjukba. Az év közepén csakugyan abbahagyták a különböző lapokhoz írást. Vahot Imre bosszút állt rajtuk, mert a tíz tag közül ötnek júliusban publikálta olyan munkáit, amelyek korábbról maradtak nála. Emiatt Petőfi összeveszett Vahottal és párbajra hívta ki, ám Vahot megijedt és kitért a párbaj elől.
Mivel a társaság tagjait ekkor már figyelték, hatósági engedélyt nem sikerült szerezniük a folyóirat megalapításához. Fellépésük mégis teljes sikerrel járt: hamarosan irányításuk alá került az egyik legrangosabb irodalmi orgánum, az Életképek (melynek későbbi főszerkesztője Jókai Mór lett).
Fájdalommal hallottuk, ha a kósza hirnek még hitelt lehet adnunk, hogy fiatalabb Íróink jobbjai, u. m. Jókay, Tompa, Petőfi, Kaján Ábel, Obernyik, Pálffy, Lisznyai, Degré stb. aláírás és becsületszó mellett elhatározák, miszerint ezentúl egyetlenegy szépliteraturai lapba sem fognak többé dolgozni. Nem akarjuk ezt hinni a szépirodalom, s különösen a szép olvasó hölgyvilág érdekében, mert ha valósulna, ily jeles ifjú tehetségek elvonulása e térről érezhető csapásul tekintethetnék.
„Ezen irodalmi huszárvágás a magyar liberális romantika legnagyobb és legszebb térhódításaként is értékelhető...” – fogalmaz Margócsy István irodalomtörténész.
A Pilvax-kávéházbeli kerek márványasztalukat „a közvélemény asztalának” nevezte el a közönség. A tagok továbbra is a kávéház törzsvendégei maradtak és márciusi ifjakként részt vettek az 1848-as forradalomban.

## Tagjai
- Petőfi Sándor
- Jókai Mór
- Tompa Mihály
- Degré Alajos
- Pálffy Albert
- Bérczy Károly
- Pákh Albert
- Lisznyai Damó Kálmán
- Kerényi Frigyes
- Obernyik Károly